# Michael Bauer (Schriftsteller)

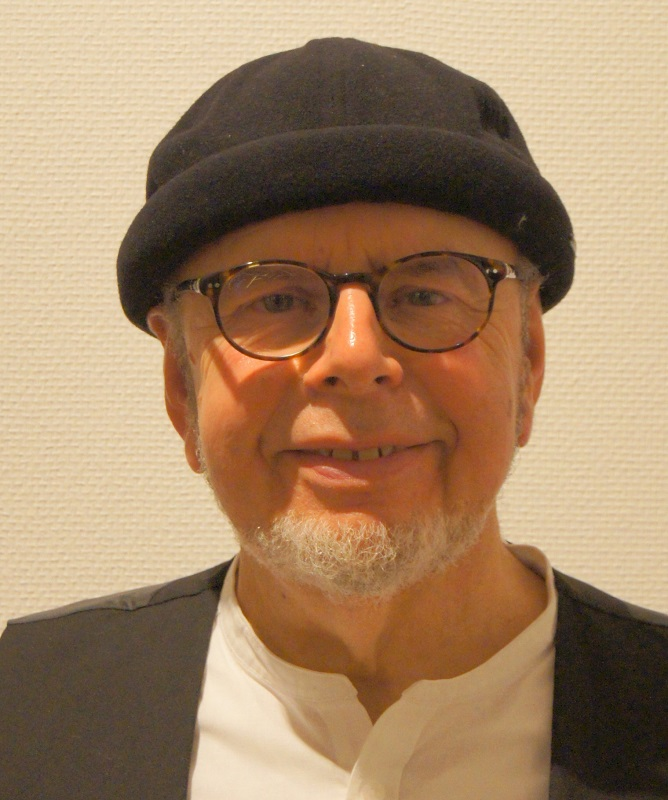
Michael Bauer (2018)

Michael Bauer (* 29. März 1947 in Kaiserslautern) ist ein deutscher Autor. Bekannt wurde er als Liedermacher in der Mundart der pfälzischen Region und als mehrmals ausgezeichneter Pfälzer Mundartdichter. Er arbeitete als Radio- und Fernsehautor für zahlreiche öffentlich-rechtliche Sender.

## Leben
Nach dem Abitur 1966 studierte Bauer in Saarbrücken und Mainz Literaturwissenschaften und schloss sein Studium mit dem Ersten Staatsexamen ab. In den 1970er Jahren tingelte er als Liedermacher über viele Kleinkunstbühnen Deutschlands. Damals veröffentlichte er zwei Schallplatten, die vergriffen sind.
Nachdem Bauer eine Lehre als Buchhändler absolviert und in Frankfurt am Main, Wiesbaden und Mainz diesen Beruf auch eine Zeitlang ausgeübt hatte, ermöglichten ihm seine Kontakte aus der Liedermacherzeit den Wechsel in den Beruf als Redakteur und Autor. Zuerst war er Reporter, dann Moderator bei S2 Kultur, SWF1 und SWF4, als Gast auch bei WDR 2. Als Radio- und Fernsehautor veröffentlichte er u. a. Hörspiele, Features und Glossen bei SWF, HR, WDR und SR. Mit der Fusion des SWF und des SDR zum SWR (1998) wechselte er zum SWR-Fernsehen. Seit 2009 arbeitet er als Theaterdramaturg und Autor mit den Schwerpunkten Print, Theater und Funk. 
Bauer ist auch Theaterautor, Dramaturg und Schreibcoach. Er wohnt seit 1995 in Herxheim bei Landau. 

## Bedeutung

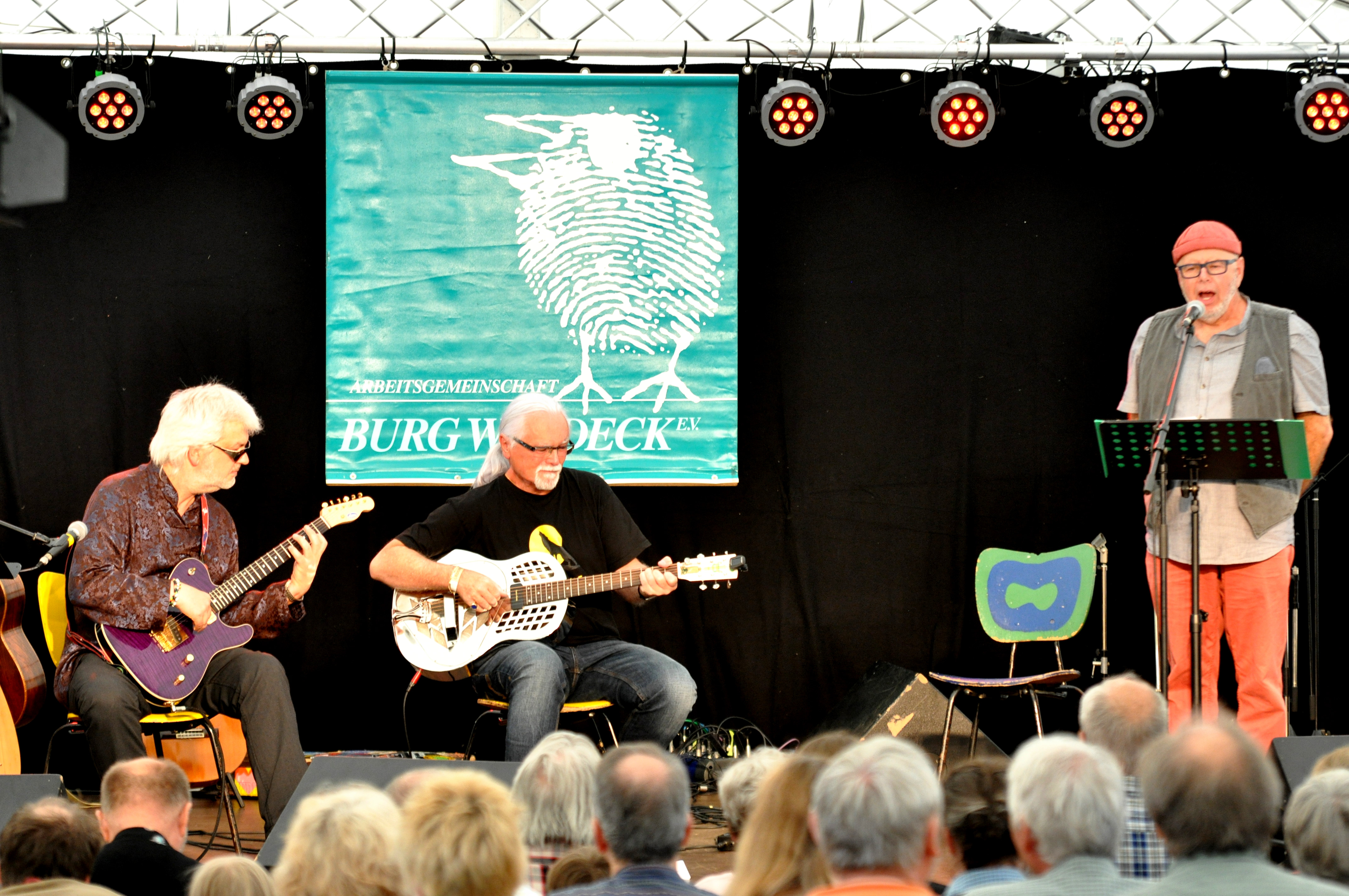
Michael Bauer 2017 mit Adax Dörsam und Wolfgang Schuster beim Liederfest auf der Burg Waldeck

Bauers erste Lyrikveröffentlichung fand sich Ende der 1960er Jahre in der Zeitschrift Konkret. In den 1970ern war er zwei Jahre als Liedermacher unterwegs, brachte zwei LPs heraus und wurde mit der Unterhausglocke ausgezeichnet. Danach trat er als Autor erst wieder 1991 in die Öffentlichkeit mit seinem Mundartgedicht Do de Dom (Da der Dom). Es fiel auf durch die Wortspiele zum Speyerer Dom, mit denen er dem romanischen Gotteshaus ein literarisches Denkmal setzte.
Für Aufsehen sorgte Bauer, als er 1994 den im Jahr 1991 beim Pfälzischen Mundartdichterwettstreit in Bockenheim erhaltenen Jakob-Böshenz-Preis für das literarische Gesamtwerk zurückgab, weil er von Böshenz’ Sympathien für die Machthaber im Dritten Reich erfahren hatte. Der Preis verschwand danach aus der Reihe der Bockenheimer Mundartauszeichnungen.
Über Jahre hatte Bauer Erfolg beim Publikum mit der Figur De klääne Pälzer. Die Serie wurde von Zeichner Xaver Mayer illustriert und wurde in der Sonntagszeitung Sonntag Aktuell veröffentlicht. Zudem kam es zu mehreren Buchauflagen und zu einer Aufnahme auf Tonträger.
Bauers Texte wurden u. a. von Rosemarie Fendel, Rudolf Jürgen Bartsch, Ulrich Noethen, Michael Quast, Hanns Dieter Hüsch, Maren Kroymann, Sabine Postel und Udo Lindenberg realisiert. Es bestand eine Kooperation mit Hans Reffert (Guru Guru) und mit Musikern wie Albert Koch, Benno Burkhart, Andrea C. Baur und Adax Dörsam. 

## Ehrungen und Auszeichnungen
- 1966 Scheffelpreis beim Deutsch-Abitur
- 1974 Star-Chance Frankfurt am Main
- 1975 Kunstförderpreis des Landes Rheinland-Pfalz für Literatur
- 1977 Förderpreis zum Deutschen Kleinkunstpreis
- 1977 Goldene Rose des Göttinger Tageblattes
- 1978 Auslandsreisestipendium des Auswärtigen Amtes
- 1980 Förderpreis des Südwestfunks
- 1987 Fördergabe des Pfalzpreises für Literatur des Bezirksverbandes Pfalz
- 1991 Jakob-Böshenz-Preis des Förderkreises Mundarttage Bockenheim für das mundartliche Gesamtwerk (1994 zurückgegeben)
- 1993 Wanderpreis des Literaturbüros Mainz
- 1997 Buch des Jahres des Förderkreises deutscher Schriftsteller in Rheinland-Pfalz für Heimat-Maladie
- 2004 Hermann-Sinsheimer-Plakette der Stadt Freinsheim
- 2004 Medienpreis Pfalz
- 2012 Literaturpreis Lotto RLP, 2. Platz
- 2016 Internationaler Lyrikwettbewerb Hochstadter Stier, 3. Platz

## Veröffentlichungen

### Bücher
- Dem Meier Jean sei Määnung. 1975, 2. Auflage 1976.
- Olwerdolwer. 1980.
- Es Landauer Jaköbsche. 1988.
- Sätisfäktschen. 1988, 2. und 3. Auflage 1989.
- Die Els. 1989.
- Die Liebestinte. 1991.
- Fremd in unserer Mitte. Rheinland-pfälzisches Jahrbuch für Literatur 1, herausgegeben von Michael Bauer zusammen mit Sigfrid Gauch und Gabriele Weingartner. Verlag Brandes & Apsel, Frankfurt am Main 1994, ISBN 3-86088-437-9.
- Heimatmaladie. Mit einem Nachwort von Gabriele Weingartner und Bildern von Ines Braun. Verlag Gollenstein, Blieskastel 1997, 2. Auflage. 1998, ISBN 3-930008-72-6.
- Der Hupsmichel und die Herz-Jesu-Marie. Eine Dorfgeschichte. Mit Illustrationen von Klaus Fresenius. Verlag Marsilius, Speyer 2000, ISBN 3-929242-22-2.
- De klääne Pälzer. Mit Illustrationen von Xaver Mayer. Verlag Reinhold Gondrom, Kaiserslautern 2001, 2. Auflage. 2002, ISBN 3-88874-521-7.[3]
- „Mütter, Väter, Dome“ oder „Lobel weiß alles“. Zwölf teils katholische Geschichten. Mit einem Nachwort von Klaus Wiegerling. Verlag Reinhold Gondrom, Kaiserslautern 2002, ISBN 3-88874-523-3.
- Klääner Pälzer, hopp verzehl. Mit Bildern von Xaver Mayer. Verlag Reinhold Gondrom, Kaiserslautern 2003, ISBN 3-88874-524-1.[3]
- Klääner Pälzer, bleib am Ball. Mit Bildern von Xaver Mayer. Verlag Reinhold Gondrom, Kaiserslautern 2005, ISBN 3-88874-525-X.[3]
- Pfalzkönig. Mit Zeichnungen von Xaver Mayer. Agiro Verlag, Neustadt 2014, ISBN 978-3-939233-29-9.
- Seeleschokolad. Mit bunten Illustrationen von Xaver Mayer. Agiro Verlag, Neustadt 2015, ISBN 978-3-939233-36-7.
- Plauderwelsch und Pfalzgezeter. Prosa und Lyrik. Wellhöfer Verlag, Mannheim 2016, ISBN 978-3-95428-200-5.
- Holt die Tauben aus dem Schlag. Erzählungen, Reden, Verse und eine Predigt.  Wellhöfer Verlag, Mannheim 2017, ISBN 978-3-95428-237-1.
- Dutschki vom Lande. Roman. Wellhöfer Verlag, Mannheim 2018, ISBN 978-3-95428-243-2.

### Tonträger
- Mei’ Freundin hat die Pill’ vergeß’. Lieder & Liedscher. Bellaphon Germany 1975, BLPS 3321 Stereo.
- Do de Dom – Do de klääne Pälzer. Verlag Palatina Viva, Mutterstadt 2001.
- Weltunnergangsblues (mit Hans Reffert und Wolfgang Schuster). musiker.de, Heidelberg 2015. 13 Tracks, 45 Minuten; Booklet 40 Seiten. Label Code 30499, Katalognummer 3049920152.
- Herzkeks. Hörbuch mit Liebeszupfmusik (Musik Adax Dörsam). Marimba Verlag / Verlag Wellhöfer, Mannheim 2018. 18 Tracks, 44 Minuten, Label Code 08088.[4]